# Lachapelle-sous-Chaux
Lachapelle-sous-Chaux és un municipi francès, es troba al departament del Territori de Belfort i a la regió de Borgonya - Franc Comtat. L'any 1999 tenia 625 habitants.

## Geografia
Se situa a pocs quilòmetres del peu dels Vosges.

## Demografia
| 1962 | 1968 | 1975 | 1982 | 1990 | 1999 | 2007 |
| ---- | ---- | ---- | ---- | ---- | ---- | ---- |
| 443  | 456  | 543  | 607  | 577  | 625  | 672  |